# Limites de mandato nos Estados Unidos
Nos Estados Unidos, os limites de mandato restringem o número de mandatos que um titular de cargo pode exercer. No nível federal, o presidente dos Estados Unidos pode servir no máximo dois mandatos de quatro anos, limitados pela 22ª Emenda da Constituição dos Estados Unidos. Alguns cargos do governo estadual também têm mandato limitado, incluindo cargos executivos, legislativos e judiciais.

## Contexto histórico

### Limites de mandato na Constituição
Os limites de mandato remontam à Revolução Americana e, antes disso, às democracias e repúblicas da antiguidade. O Conselho dos 500 na antiga Atenas fazia um rodízio anual de todos os seus membros, assim como o éforato na antiga Esparta.
A antiga República Romana apresentava um sistema de magistrados eleitos — tribunos da plebe, edis, questores, pretores e cônsules — que cumpriam um único mandato de um ano, sendo a reeleição para a mesma magistratura proibida por dez anos (ver cursus honorum). Segundo o historiador Garrett Fagan, o exercício de cargos na República Romana baseava-se no “mandato limitado do cargo”, o que garantia que “a autoridade circulasse com frequência”, ajudando a prevenir a corrupção. Um benefício adicional do cursus honorum ou Run of Offices foi trazer os políticos "mais experientes" para os escalões superiores do poder na antiga república. Muitos dos fundadores dos Estados Unidos foram educados nos clássicos e bastante familiarizados com a rotação no escritório durante a antiguidade.
Antes da independência, várias colónias já tinham experimentado limites de mandato. As Ordens Fundamentais de Connecticut de 1639, por exemplo, proibiram o governador colonial de cumprir mandatos consecutivos, estabelecendo mandatos com duração de um ano e sustentando "que nenhuma pessoa fosse escolhida governador acima uma vez a cada dois anos". Pouco depois da independência, a Constituição da Pensilvânia de 1776 estabeleceu o serviço máximo na Assembleia Geral da Pensilvânia em "quatro anos em sete". A influência de Benjamin Franklin é vista não apenas pelo fato de ter presidido à convenção constitucional que redigiu a constituição da Pensilvânia, mas também porque incluía, praticamente inalteradas, as propostas anteriores de Franklin sobre a rotação do executivo. O executivo plural da Pensilvânia era composto por doze cidadãos eleitos para um mandato de três anos, seguido de férias obrigatórias de quatro anos.
Os Artigos da Confederação, adotados em 1781, estabeleceram limites de mandato para os delegados do Congresso Continental, determinando no Artigo V que "nenhuma pessoa poderá ser delegado por mais de três anos em qualquer mandato de seis anos".
Em 2 de outubro de 1789, o Congresso Continental nomeou uma comissão de treze pessoas para examinar as formas de governo para a iminente união dos estados. Entre as propostas estava a do Estado da Virgínia, escrita por Thomas Jefferson, pedindo uma limitação do mandato, "para evitar todos os perigos que possam surgir para a liberdade americana ao manter por muito tempo no cargo os membros do Congresso Continental". O comitê fez recomendações, que no que diz respeito aos limites do mandato do Congresso foram incorporadas inalteradas nos Artigos da Confederação (1781-1789).

### Constituição
Em contraste com os Artigos da Confederação, a convenção da constituição federal na Filadélfia omitiu os limites de mandato obrigatórios da Constituição dos EUA de 1789. Na convenção, alguns delegados falaram veementemente contra os limites de mandato, como Rufus King, que disse "que aquele que provou ser mais apto para um cargo não deve ser excluído pela constituição de ocupá-lo".
Quando os estados ratificaram a Constituição (1787-1788), vários estadistas importantes consideraram a falta de limites obrigatórios à posse como um defeito perigoso, especialmente, pensavam eles, no que diz respeito à presidência e ao Senado. Richard Henry Lee considerou a ausência de limites legais à posse, juntamente com algumas outras características da Constituição, como "altamente e perigosamente oligárquicas". Tanto Jefferson como George Mason aconselharam limites à reeleição para o Senado e para a Presidência, porque, disse Mason, "nada é tão essencial para a preservação de um governo republicano como uma rotação periódica." A historiadora Mercy Otis Warren alertou que "não há previsão de rodízio, nem nada que impeça a perpetuidade do cargo nas mesmas mãos por toda a vida; o que provavelmente será feito com um pequeno suborno oportuno".

### Limites do mandato presidencial 1789-1952
Korzi (2013) diz que George Washington não abriu o precedente informal para um limite de dois mandatos para a Presidência.  Ele apenas quis dizer que estava muito desgastado para continuar pessoalmente no cargo. Foi Thomas Jefferson quem fez disso um princípio em 1808. Ele fez muitas declarações pedindo limites de mandato de uma forma ou de outra.
A tradição do limite de dois mandatos foi mantida extraoficialmente por 132 anos. Foi desafiado sem sucesso por Ulysses Grant em 1880, Theodore Roosevelt em 1912, e Woodrow Wilson em 1920. Franklin D. Roosevelt quebrou-o com sucesso em 1940, citando a eclosão da Segunda Guerra Mundial. Os dois Roosevelts são os únicos presidentes a concorrer a um terceiro mandato nas eleições gerais; Grant e Wilson pretendiam fazê-lo, mas não conseguiram as indicações de seus partidos. Franklin Roosevelt foi reeleito em 1944 para um quarto mandato em meio ao envolvimento dos Estados Unidos na Segunda Guerra Mundial, mas morreu pouco depois no cargo. A 22ª Emenda à Constituição dos EUA foi ratificada em 1951, estabelecendo formalmente em lei o limite de dois mandatos – embora não se aplicasse ao titular Harry S. Truman, sucessor de Franklin Roosevelt. Truman recusou-se a concorrer a um terceiro mandato em 1952.
O fato de a "perpetuidade no cargo" só ter sido abordada no século XX deve-se em parte à influência da rotação no cargo como um conceito popular do século XIX. “As ideias são, na verdade, forças”, e a rotação no cargo gozou de tal apoio normativo, especialmente a nível local, que alterou a realidade política.

### Prazo limita movimento
Um movimento a favor dos limites de mandato tomou forma no início da década de 1990 e atingiu o seu ápice em 1992-1994, um período em que 17 estados promulgaram limites de mandato através de legislação estatal ou alterações constitucionais estaduais.
Muitas das leis promulgaram mandatos limitados tanto para a legislatura estadual quanto para a delegação do estado ao Congresso. No que se refere ao Congresso, essas leis foram consideradas inconstitucionais pela Suprema Corte dos EUA como em US Term Limits, Inc. v. Thornton (1995), no qual o tribunal decidiu, por 5–4 votos, que os governos estaduais não podem limitar o mandatos de membros do governo nacional.
Nos casos em que a rotação no poder legislativo resistiu aos desafios judiciais, os limites de mandato continuam a angariar o apoio popular. Em 2002, o grupo de defesa " Limites de mandato dos EUA" descobriu que nos 17 estados onde os legisladores estaduais atuavam em rodízio, o apoio público aos limites de mandato variava de 60 a 78 por cento.

## Limites de mandato federais
| Escritório                              | Limites de mandato |
| --------------------------------------- | --- |
| Presidente                              | Limitado a ser eleito para um total de dois mandatos de quatro anos. Se um vice-presidente se tornar presidente por sucessão e completar mais de dois anos do mandato inacabado do ex-presidente, poderá ser eleito por direito próprio apenas uma vez. Um vice-presidente que se torne presidente por sucessão e cumpra menos de dois anos do mandato do seu antecessor pode ser eleito para mais dois mandatos de quatro anos. Tornar-se presidente por sucessão pode acontecer a alguém um número ilimitado de vezes, por exemplo, se for vice-presidente e o presidente falecer, renunciar ou for destituído do cargo por condenação por impeachment. |
| Vice-presidente                         | Prazos ilimitados de quatro anos |
| Câmara dos Representantes               | Prazos ilimitados de dois anos |
| Senado                                  | Prazos ilimitados de seis anos |
| Supremo Tribunal e tribunais inferiores | Sem limite de mandato, nomeado para servir "durante bom comportamento" (mas pode ser cassado e destituído do cargo por "crimes graves e contravenções"). Na prática, um juiz ou juíza serve até a morte ou renúncia. |

Os limites de mandato em nível federal são restritos ao Poder Executivo e a algumas agências. As nomeações judiciais em nível federal são vitalícias e não estão sujeitas a eleição ou a limites de mandato. O Congresso dos EUA permanece sem limites eleitorais.

### Presidente
A decisão de George Washington, em 1796, de não concorrer a um terceiro mandato tem sido frequentemente considerada o início de uma tradição de que nenhum presidente deveria alguma vez concorrer a um terceiro mandato. Washington queria se aposentar quando seu primeiro mandato terminasse em 1792, mas todos os seus conselheiros imploraram que ele se candidatasse à reeleição. Em 1796, porém, ele insistiu em se aposentar, pois se sentia exausto e enojado com os virulentos ataques pessoais à sua integridade. Seu discurso de despedida mencionou muito brevemente por que ele não concorreria a um terceiro mandato e prossegue dando muitos conselhos políticos, mas não menciona limites de mandato. Após sua morte, sua recusa em concorrer foi explicada em termos de uma "tradição sem terceira". Crockett (2008) argumenta: "O argumento a favor dos limites de mandato tem um pedigree sólido e respeitável. Ao contrário da crença popular, entretanto, esse pedigree não começa com George Washington." O segundo presidente, John Adams, perdeu a reeleição em 1800 para Thomas Jefferson. O próprio Jefferson recusou a reeleição para um terceiro mandato, atribuindo o precedente a Washington.

Um cartoon político mostrando Washington rejeitando a candidatura altamente controversa de Theodore Roosevelt a um terceiro mandato em 1912

Em 1861, os Estados Confederados da América adotaram um mandato de seis anos para o seu presidente e vice-presidente e proibiram o presidente de tentar a reeleição. Essa inovação foi endossada por muitos políticos americanos após a Guerra Civil, principalmente por Rutherford B. Hayes no seu discurso inaugural. Ulysses Grant foi instado a concorrer a um terceiro mandato em 1876, mas recusou. Ele tentou ganhar a indicação de 1880, mas foi derrotado em parte por causa do sentimento popular anti-terceiro mandato. Theodore Roosevelt já havia servido há mais de sete anos e em 1912, após um hiato de quatro anos, concorreu a um terceiro mandato. Ele foi violentamente criticado e quase morto por John Flammang Schrank por fazer isso. A eleição de 1912 foi finalmente vencida por Woodrow Wilson.
Franklin D. Roosevelt (mandato entre 1933–1945) foi o único presidente eleito mais de duas vezes, tendo conquistado um terceiro mandato em 1940 e um quarto mandato em 1944 (embora tenha morrido no cargo três meses após seu quarto mandato). Isto deu origem a um movimento bem sucedido para formalizar o limite tradicional de dois mandatos, alterando a Constituição dos EUA. Conforme ratificada em 1951, a Vigésima Segunda Emenda estabelece que “nenhuma pessoa será eleita para o cargo de Presidente mais de duas vezes”. A nova Emenda explicitamente não se aplicava ao presidente em exercício, Harry S. Truman. No entanto, Truman recusou-se a buscar a reeleição para um terceiro mandato em 1952.
Por força da EC 22, Donald Trump, eleito para o 2° mandato presidencial em 5 de novembro de 2024, não poderá mais ser candidato a presidente dos Estados Unidos. 

## Impactos negativos
Estudos de pesquisa mostraram que os limites do mandato legislativo aumentam a polarização legislativa, reduzem as habilidades legislativas dos políticos, reduzem a produtividade legislativa dos políticos, enfraquecem as legislaturas em relação ao executivo, e reduzir a participação eleitoral. Os partidos respondem à implementação de limites de mandato recrutando candidatos para cargos públicos em linhas mais partidárias. Os estados que implementam limites de mandato nas legislaturas estaduais também estão associados ao desenvolvimento de presidentes da Câmara mais poderosos.
Os limites de mandato não demonstraram reduzir as despesas de campanha, reduzir a disparidade de género na representação política, aumentar a diversidade dos legisladores, ou aumentar as atividades de serviço constituinte dos legisladores. Os limites de mandato têm sido associados a um menor crescimento das receitas e despesas.